# Sisavci
Sisavci (lat. Mammalia) jedan su od razreda unutar velike skupine kralježnjaka. Među najuočljivije osobine sisavaca spadaju krzno i hranjenje podmlatka mlijekom – sisanje. Na svijetu danas postoji 6400 različitih recentnih vrsta, koje se po nekim podjelama svrstavaju u 3 podrazreda: prasisavci (Prototheria), tobolčari (Metatheria) i placentalni sisavci (Eutheria) u koju spada i čovjek.

## Građa tijela
Sisavci spadaju u kopnene kralježnjake (Tetrapoda) unutar potkoljena kralježnjaka (Vertebrata) i time su im zajedničke osobine koje ovdje nisu pojedinačno navedene.

### Osnovne osobine

#### Dlake
Krzno od dlaka je jedno od najznačajnijih obilježja sisavaca. Iako neke vrste uopće nemaju dlake (primjerice kitovi), i one su se razvile od predaka koji su imali krzno, a imaju ga još uvijek u fazi embrionalnog razvoja. Većina sisavaca imaju za vrijeme čitavog života gotovo cijelo tijelo prekriveno dlakama. Dlake su građene od keratina. Krzno kod životinja ima više funkcija:
- Krzno služi kao dobar regulator topline, izolira hladnoću, a ponekad štiti i od vrućine. To izoliranje je važan preduvjet održavanja stalne tjelesne temperature (homoiotermija).
- Boje i šare krzna služe za optičku zaštitu, vizualno stapanje s okolišom (maskiranje) kako plijenu tako i lovcu (primjer bijeli zec, polarna lisica). Upadljiva šara na krznu može služiti i kao znak upozorenja neprijateljima (kao na primjer američki smrdljivac)
- Dlake mogu služiti i kao sredstvo sporazumijevanja, na primjer, nakostriješena dlaka na vratu i leđima vuka znači agresivnost, ili uspravljeni rep bjelorepog jelena kao znak povlačenja, bijega.
- Dlake igraju važnu ulogu i za osjetilo opipa. Ta je uloga posebno izražena kod brkova (Vibrissae), koji se pokreću posebnim mišićima i opremljeni su osjetljivim živčanim stanicama.
- Kod čitavog niza sisavaca, kao na primjer ježeva, bodljikavih praščića i ježaka dio dlaka se razvio u bodlje koje služe kao dodatna obrana od neprijatelja.
- Krzno može označavati i razliku između spolova (griva kod lavova)

#### Zubi
U pravilu, odlika sisavaca je heterodontno zubalo koje karakteriziraju četiri različita tipa zubi. Sprijeda su sjekutići, do njih se nalaze očnjaci, a zatim slijede dva različita tipa kutnjaka (pretkutnjaci i kutnjaci). Takvo heterodontno zubalo je jedna od važnijih razlika u odnosu na, recimo, gmazove, koji imaju homodontno zubalo, što znači da im svi zubi imaju jednaki oblik. Poznavanje tih razlika važno je kod određivanja porijekla fosila. Većina sisavaca mijenja zube. Prvo narastu mliječni zubi, koje kasnije zamijene trajni. Ta pojava zove se Diphyodontia.
Neke vrste sisavaca imaju zube bez korijena, koji rastu neprekidno tijekom čitavog života a "troše" se neprekidnim korištenjem. To su, recimo, prednji zubi glodavaca, kao i kljove kod slonova, morževa i narvala (kojeg zovu još i jednorogi kljovan) i drugih.
- Jednootvorni ili, kako su ih ranije zvali prasisavci, današnje vrste kao odrasle nemaju zube, ali kod valjenja iz jaja imaju jednu izraslinu uz pomoć koje otvaraju ljusku da bi izašli iz jaja, slično pticama. U toj skupini su danas živuće vrste još samo tri (neki smatraju četiri) živuće vrste, a najpoznatiji među njima je čudnovati kljunaš.
- Zubalo tobolčara se u nekim aspektima razlikuje od onog kod viših sisavaca. Tako svi osim zdepaša (ili vombata, ime pod kojim je kod nas poznatiji) imaju različit broj sjekutića u gornjoj i donjoj čeljusti. Te životinje imaju najčešće 40 do 50 zuba, bitno više nego što ih imaju viši sisavci.
- Rani viši sisavci imali su ukupno 44 zuba. Tako organizirane zube možemo još i danas naći kod nekih vrsta, primjerice kod divljih svinja. Međutim, kod većine vrsta je specijalizirana prehrana dovela do smanjenja broja zubi. Neke vrste su potpuno izgubile zube, kao mravojedi ili, primjerice, ljuskavci koji uopće više nemaju zube. Ali postoje i slučajevi obrnutog razvoja, kad se samo u nekoliko slučajeva dogodilo, da je broj zubi tijekom evolucije povećao: to su divovski ljenivci, posljednji iz ove skupine izumro oko 1550. a imao je oko 100 zuba u čeljusti u obliku cijevi što je apsolutno najveći broj zuba kod kopnenih sisavaca. Sasvim posebnan slučaj predstavljaju kitovi zubani čiji zubi su ponovo poprimili oznake jednakog oblika svih zuba (odnosno homodontnog zubala), a čiji broj kod nekih vrsta dupini može biti i do 260.

### Slušne kosti i čeljusni zglob
Jedno od obilježja svojstvenih samo sisavcima su tri slušne kosti: čekić (Malleus), nakovanj (Incus) i stremen (Stapes). One se nalaze u srednjem uhu. Prihvaćaju vibracije s bubnjića i prenose ih u ovalni prozor unutrašnjeg uha.
Stremen se nalazi već na početku evolucije kopnenih kralježnjaka. To je kod vodozemaca, gmazova i ptica jedina slušna kost i naziva se Columella.  On je kod riba još kao tzv. Hyomandibulare sastavni dio donje čeljusti.
Donja čeljust (Mandibula) se kod sisavaca sastoji od samo jedne kosti (Dentale). Kod predaka sisavaca, a kod gmazova još i danas, sastoji se od više kostiju. Čekić i nakovanj su nastali od dvije kosti koje gmazovi još i danas imaju u svojoj donjoj čeljusti. Kod drugih kralježnjaka te dvije kosti predstavljaju još "primarni" čeljusni zglob koji se kod sisavaca tijekom fetalnog razvoja zamjenjuje jednim na drugom mjestu nastalim "sekundarnim" čeljusnim zglobom.

### Druge osobitosti
- Ekskluzivna osobina sisavaca je dojenje mladunaca majčinim mlijekom. Pobliže o tome u odjeljku o razmnožavanju.
- Sisavci su jedina grupa životinja koja ima dijafragmu, plosnati mišić koji razdvaja prsnu od trbušne šupljine.
- Kod sisavaca se razvilo sekundarno nepce, koje im omogućava disanje dok jedu.
- Mozak je dobro razvijen, a dvije polovice velikog mozga su povezane.
- Građa lubanje je ranije imala "prozor", bila je otvorena preko očiju, a u međuvremenu je taj prostor zatvoren. Danas se može razaznati na mjestu gdje postoje sljepoočnice.
- Eritrociti nemaju staničnu jezgru.
- Sisavci, kao i ptice, imaju zatvoreni, "dvostruki" krvotok. Srce je podijeljeno na dvije klijetke i dvije pretklijetke, a lijeva i desna strana srca su razdvojene.

### Različitosti u građi tijela
Tijekom svog razvoja, sisavci su naselili gotovo sva životna područja na Zemlji i pri tome razvili vrlo različite oblike. Čitav niz vrsta prilagodio se životu u vodi kako građom tijela tako i organa tom okolišu. Najbolje prilagođeni životu u vodi su kitovi. Njihova građa tijela više nalikuje ribljoj nego ostalim sisavcima. Prednji udovi su se oblikovali kao peraje, stražnji udovi su se izgubili, a rep se preoblikovao u repnu peraju. Druge vrste, kao perajari, (ili poznatije kao foke, tuljani) i morske krave (poznatije kao sirene) nisu se tako potpuno prilagodile kao kitovi.
Netopiri, ili šišmiši, su, osim ptice, jedini kralježnjaci koji su sposobni aktivno letjeti. Oni imaju jako izdužene kosti prstiju između kojih su razapete letne kožice. Tako je čitav niz sisavaca, neovisno jedni od drugih, razvio letne kožice, u ovom slučaju bi se moglo reći - letne membrane. Tu spadaju leteće vjeverice i bodljorepe vjeverice iz reda glodavaca, kožuškari ali i kod nekih vrsta tobolčara su se također razvile letne kožice.
Različiti sisavci su se prilagodili i životu pod zemljom. Imaju valjkasta tijela kratkih udova, koji često imaju produžetke poput alata za kopanje. Mnoge vrste su se, opet, prilagodile u potpunosti životu na drveću pa su im šape razvile palac postavljen suprotno od ostalih prstiju kako bi im omogućio čvršće i sigurnije prihvaćanje grana (nasuprotnost) i rep kojim se također pridržavaju. Stanovnici travnjaka i drugih otvorenih površina su smanjili broj prstiju i razvili koštana kopita, dok su drugima znatno jače razvijeni stražnji udovi i kreću se skačući. Mnoge vrste, ponajčešće malene, koje se neprekidno skrivaju, razvile su zbijeno tijelo kratkih nogu, među njima puno glodavaca i kukcojeda.
I u odnosu na veličinu tijela postoje ogromne razlike: najmanjim sisavcima smatraju se svinjoliki šišmiš i etrurski mali miš, koji su svaki teški samo 2 grama, dok je plavi kit vjerojatno najveća, ne samo danas nego ikada živuća životinja na Zemlji. Oni mogu težiti do 150 tona, što je 75 milijuna puta više od najmanjih sisavaca.

## Rasprostranjenost
Sisavci su rasprostranjeni na cijelom svijetu. Ima ih na svim kontinentima, u svim oceanima i na većini otoka. Prasisavci su ograničeni samo na Australiju i Novu Gvineju, a tobolčari žive na dijelu otoka Oceanije kao i u Sjevernoj-, Srednjoj- i Južnoj Americi. Jedino u Australiji je, do dolaska prvih ljudi, bilo vrlo malo viših sisavaca: to su bile samo neke vrste šišmiša i miševi. Na udaljenim otocima je bilo vrlo malo sisavaca, tako da su na puno otoka (među njima Novi Zeland) šišmiši bili jedini viši sisavci.
Sisavci su naselili gotovo sva područja Zemlje. Nalazi ih se kako u pustinjama i kišnim šumama, tako i u visokom gorju i polarnim područjima. U rijetka područja gdje sisavci ne žive spadaju˙(bar prema današnjim spoznajama) velike morske dubine i unutrašnjost Antarktika .

### Način života
Koliko su sisavci različiti građom tijela i okolišom u kojem žive, toliko su im različiti i načini života. Postoje životinje koje su aktivne po danu, one koje su aktivne u sumrak i zoru, zatim noćne životinje, ali postoje i takve koje su aktivne i danju i noću. U odnosu na svoje društveno ponašanje postoje također značajne razlike. Pored vrsta koje su izraženi samotnjaci, ima i takvih koje žive u grupama koje se mogu imati i do tisuću jedinki. Neke su vrste razvile vrlo kompleksne oblike ponašanja i njeguju stroge hijerarhijske odnose između sebe a sporazumijevaju se glasanjem i govorom tijela. Iako iznimka, ipak postoje i sisavci koji za lov ili u obrani koriste otrov.

### Osjetila
Osjetilo njuha igra važnu ulogu u životu sisavaca, između ostalog služi za potragu za hranom ali i kod razmnožavanja. Feromoni igraju vrlo važnu ulogu u signaliziranju spremnosti za parenje, što je kod izraženih samotnjaka možda najvažnije. I kod obilježavanja teritorija je njuh također vrlo značajan. Velik broj vrsta obilježava "svoj" teritorij urinom, izmetom ili posebnim žlijezdama.
Općenito, sisavci imaju dobro razvijen sluh. Poseban oblik je korištenje ultrazvuka. Registriranjem povratka odaslanog zvuka, određuju svoj položaj u prostoru ali i položaj plijena u odnosu na sebe. Dvije su vrste posebno dobro razvile korištenje ultrazvuka, kitovi zubani i šišmiši, ali i neke druge vrste ga upotrebljavaju, samo ne tako izraženo.
Osjetilo opipa je također jedan način doživljavanja svoje okoline. U tu svrhu su mnoge vrste razvile posebne vrste dlaka osjetljive na dodir (Vibrissae) koje se mogu i pokretati posebnim mišićima (kod nekih vrsta se zovu brkovi - primjerice kod svih mačaka - a kod drugih čekinje - kod perajara kao kod  tuljana). I koža sama po sebi može biti osjetilo opipa, kao na primjer vršci prstiju kod primata ili područje nosa ili surle kod nekih drugih vrsta. Općenito se smatra da najbolje razvijeno osjetilo opipa imaju krtice. U tom kontekstu se često spominju kljunovi jednootvornih kralježnjaka, koje još zovu i prasisavcima. Oni imaju u kljunovima receptore kojima primaju električne signale koji nastaju zbog mišićne aktivnosti plijena. Osjetilo opipa je važno i u socijalnim kontaktima, mnoge životinje njeguju uzajamno "trijebljenje nametnika" iz krzna.

### Prehrana
Jedna od zajedničkih osobina svih sisavaca je da im je potrebna veća količina energije nego drugim životinjama usporedive veličine. To proizlazi iz činjenice da su sisavci toplokrvne životinje i moraju održavati stalnu temperaturu tijela, za razliku od, recimo, kornjača koje koriste sunčevu toplinu da postignu temperaturu tijela potrebnu za uobičajene aktivnosti. Iz toga slijedi činjenica da moraju relativno puno jesti, tako da neke vrste pojedu dnevno hrane u težini vlastitog tijela. Sisavci se hrane svim vrstama hrane: postoje biljožderi (Herbivora), mesožderi (Carnivora) ali i izraziti svežderi (Omnivora). Građa zubi kao i probavnog sustava koje su pojedine vrste razvile, odraz su njihove prehrane. Mesožderi imaju kratka crijeva kako bi izbjegli otrove koji se stvaraju truljenjem hrane koju uzimaju. Biljožderi su razvili niz strategija da svoju hranu, koja je općenito teško probavljiva, iskoriste na najbolji mogući način. Tu spadaju, između ostalog, duža crijeva, želudac s više komora (primjerice kod preživača ili klokana) ili ponovno probavljanje određene vrste izmeta kod glodavaca i zečeva. Vrste životinja koje se hrane isključivo lišćem (Folivora), kao što su na primjer koale i ljenjivci, koriste svoju slabo hranjivu hranu na najbolji mogući način tako, da imaju izrazito dugačka razdoblja tjelesnog mirovanja.

## Razmnožavanje

### Parenje
Većina sisavaca su ili poligini (jedan se mužjak pari s više ženki) ili promiskuitetni (i mužjaci i ženke se pare s više patrnera). S obzirom na to da je skotnost i dojenje za ženke i vremenski i energetski vrlo intenzivno, mužjaci mogu imati više mladunaca nego ženke. Iz toga se kod mnogo vrsta razvilo poligino ponašanje. Relativno malo mužjaka se pari s više ženki, a mnogo mužjaka se uopće ne pari. Posljedica toga su česte i žestoke borbe rivalizirajućih mužjaka za pravo na parenje, a u nekim slučajevima je mogućnost izbora prepuštena ženkama. Iz toga proizlaze kod mnogih sisavaca kompleksni oblici ponašanja ili anatomska obilježja vezana za razmnožavanje. Mnoge vrste karakterizira spolni dimorfizam (mužjaci su često značajno veći i teži od ženki), i kao posljedica selekcijskog pritiska na mužjake kako bi poboljšali svoje izglede za parenje.
Prema nekim procjenama samo oko tri posto svih sisavaca živi u monogamnim odnosima u kojim se u čitavom razdoblju parenja mužjak pari samo s jednom ženkom. U tim slučajevima mužjak uglavnom barem djelomično sudjeluje u uzgoju mladunaca. Takav oblik ponašanja obično ovisi o uvjetima u okolišu: ako su resursi skromni, mužjak se pari samo s jednom ženkom i pomaže joj u podizanju mladunaca, a kad je količina hrane obilna, ženka može i sama podići mladunce, pa se mužjak pari s više partnerica.
Poliandrija (parenje jedne ženke s više mužjaka) se samo rijetko sreće u svijetu sisavaca, primjerice kod nekih vrsta iz porodice majmuna pandžaša. Kod tih životinja se o podmlatku uglavnom brine samo mužjak, a mladunčad donosi majci samo na dojenje.
U ovom kontekstu treba spomenuti još jedan, za sisavce vrlo neobičan oblik socijalnog života. Prisutan je kod nekih vrsta afričkih podzemljaša, jedne porodice glodavaca koji žive u Africi, kao što su goli i sivi krtičji štakor. One žive eusocijalno orgaiziramin životom, inače poznatim uglavnom samo kod nekih porodica kukaca. U koloniji je samo jedna ženka, "kraljica", plodna i pari se s više mužjaka iz kolonije, dok su ostale životinje neplodne i kao radnici obavljaju sve aktivnosti koje su potrebne za preživljavanje zajednice.

### Prasisavci
Oznaka prasisavaca je jedan tjelesni otvor koji istovremeno služi i za izbacivanje izmeta i kao organ za razmnožavanje koji se naziva kloaka. Mužjakov penis služi isključivo za provođenje sjemena i na vrhu je rascijepljen. Od svih drugih sisavaca se razlikuju time da ne kote žive mlade nego legu jaja. Ona su mala (u promjeru imaju 10 do 15 milimetara) i svojom kožastom ljuskom i velikim žumanjkom više nalikuju jajima gmazova nego ptičjim. Ženka leži na jednom do troje jaja točno 10 dana. Novoizleženi prasisavci su goli i maleni, i u takvom su stadiju razvijenosti koje podsjeća na embrio da su usporedivi novorođenim tobolčarima.

### Tobolčari
Građom svojih organa za razmnožavanje tobolčari se bitno razlikuju od viših sisavaca. Kod njih su ti organi dvostruki. Ženke imaju dva maternice i dvije rodnice, a mužjaci imaju rascijepljeni, dvostruki penis i skrotum. Ženke vrlo kratko (12 do 43 dana) nose mladunče. Većina vrsta ne razvija posteljicu, ali kod nekih tobolčara postoji primitivna maternica (na primjer kod koale). Mladunčad dolazi na svijet kroz porođajni kanal koji kod mnogih vrsta postoji samo za tu svrhu, a kote se u puno nerazvijenijem obliku nego mladunčad viših sisavaca. Porođajna težina im je manje od 1% težine majke i organi su im prisutni tek u samom začetku. Dobro su im razvijeni samo prednji udovi jer podmladak mora vlastitim snagama prepuzati put od izlaza iz porođajnog kanala do majčinih dojki, a majka im uopće ne može pri tome pomoći.

### Viši sisavci
Viši sisavci ili životinje s posteljicom obuhvaćaju daleko najveći broj vrsta. Ključna osobina viših sisavaca je vanjski sloj stanica oko oplođenog jajašca. Taj sloj predstavlja imunološku zaprjeku i omogućuje dugotrajan rast ploda u majčinom tijelu. Tobolčari nemaju taj sloj stanica ( Trophoblast ) pa trudnoća mora završiti prije nego što obrambeni imunološki sustav majke postane dovoljno djelotvoran da prekine trudnoću i izbaci plod "smatrajući" ga nepoženjnim stranim tijelom.
Trajanje trudnoće (kod mnogih životinja koristi se izraz "skotnost"), kao i broj mladunčadi, ovise o načinu života pojedine vrste. Čučavci (na primjer zvijeri i glodavci) imaju kraće razdoblje skotnosti i veći broj mladunaca, dok potrkušci (primjerice parnoprstaši i kitovi) dugo nose mladunčad i imaju manji broj mladunaca. Tako na primjer skotnost kod nekih vrsta hrčaka traje samo 16 dana, dok kod slonova može trajati do 25 mjeseci.

### Sisanje
Osobina koja je čitavoj skupini dala ime sisavci je da majka hrani novorođeno mlado mlijekom, hranjivom tekućinom koju luče mliječne žlijezde. Ona se sastoji od izvana vidljivo ograđenog područja žlijezde koje svako uglavnom završava bradavicom. Iznimka su prasisavci gdje mladunče liže mlijeko direktno iz mliječne žlijezde s majčinog krzna. Broj kompleksa mliječnih žlijezda se razlikuje prema vrstama i direktno ovisi o prosječnom broju mladunaca. Tako ljudi ili konji imaju dva takva kompleksa, a, recimo, domaća svinja ih ima dvanaest. Hranjenje mlijekom traje tako dugo, dok mladunac može početi jesti tvrdu hranu.
Posljedice sisanja su vrlo velike i za mladunče i za majku. Novorođenčad bez puno truda dobiva masnu i vrlo hranjivu hranu koja osigurava brzi rast, ali su potpuno ovisni o prisutnosti majke. Da se životinje ponašaju kao dojilje, što znači da neka ženka dozvoljava sisanje tuđoj mladunčadi, poznato je samo kod vrlo malog broja vrsta (to rade, recimo, lavice). U većini slučajeva je uz sisanje povezana i vrlo intenzivna njega mladunaca i brižan odnos prema njima. Za ženke sisanje znači da u podizanje mladunaca mora uložiti mnogo energije i vremena.

## Sistematika
Sistematizacija danas postojećih sisavaca. Ovo je jedna od aktualnih suvremenih klasifikacija jer je u tijeku revizija prema potpuno filogenetskom kriteriju.
 
razred SISAVCI
- podrazred prasisavci (Prototheria)

- red jednootvori (Monotremata)

- podrazred tobolčari (Metatheria)

- nadred Ameridelphia

- red oposumi (Didelphimorphia)
- red rovkoliki oposumi (Paucituberculata)

- nadred Australidelphia

- red (Microbiotheria)
- red krtice tobolčari (Notoryctemorphia)
- red zvjeraši (Dasyuromorphia)
- red jazavičari (Peramelemorphia)
- red (Diprotodontia) tj. klokani, penjaši, zdepaši, koala

- podrazred  viši ili placentalni sisavci (Eutheria)

- nadred Afrotheria

- red tenreci (Afrosoricida)
- red slonovske rovke (Macroscelidea)
- red cjevozupci (Tubulidentata), samo jedna vrsta termitojed
- red pećinari (Hyracoidea)
- red surlaši (Proboscidea), jedna porodica slonovi
- red sirene (Sirenia)

- nadred Xenarthra

- red pasanci (Cingulata)
- red krezubice (Pilosa)

- nadred Euarchontoglires

- red verirovke (Scandentia)
- red kožuškari (Dermoptera)
- red primati (Primates)
- red glodavci (Rodentia)
- red dvojezupci (Lagomorpha)

- nadred Laurasiatheria

- red kukcojedi (Eulipotyphla)
- red šišmiši (Chiroptera)
- red ljuskavci (Pholidota)
- red zvijeri (Carnivora), uključuje natporodicu perajari (Pinnipedia)
- red neparnoprstaši (Perissodactyla)
- red parnoprstaši (Artiodactyla)
- red kitovi (Cetacea)

## Dužina života
Kao što su različiti oblikom i načinom života, isto tako i žive različito dugo. U pravilu, manje vrste žive kraće od velikih, ali šišmiši čine iznimku od tog pravila. Veći sisavci mogu doživjeti starost od više desetljeća. Kopnene vrste ne dosežu starost čovjeka koji živi sve duže zahvaljujući novijoj medicini. Jedini sisavac sa životnim vijekom koji je dug približno koliko i čovjekov je slon, koji može doživjeti i do 80 godina. Jedino neke vrste kitova mogu živjeti značajno duže - najstariji poznati sisavac bio je jedan grenlandski kit koji je uginuo u starosti od 211 godina.

## Ljudi i sisavci
Iako i čovjek po zoološkom vidu pripada sisavcima. U ekološkom smislu, tematizira se ponašanje čovjeka prema drugim sisavcima i obrnuto. Bez sumnje su sisavci znatno oblikovali povijest i samog čovjeka. Već godinama su ljudi jeli njihovo meso i koristili njihovu dlaku i  kosti, koje su prerađivali i koristili ili prodavali. Imali su i značajnu ulogu kao pomoćnici za prevoženje i jahanje; do danas se koristi njihovo mlijeko kao piće, ali se koriste i u laboratorijima i u znanstvenim pokusima. Obratno, i ljudi imaju važnu ulogu u životu sisavaca. Neke vrste sisavca ljudi su prenijeli na druge kontinente i razmnožavali su se na drugim mjestima; no, ljudi su i smanjili broj nekih životinja, tako da sad imamo neke vrlo rijetke vrste sisavaca (pande, na primjer). Mnoge vrste sisavca su direktno ili indirektno nestali zbog djelovanja ljudi.

### Korisni sisavci
Neke vrste sisavca ljudi drže zbog njihovih korisnih osobina. Zbog toga se domesticiraju  (pripitomljavaju), i postaju korisne. Dalje se love i divlje životinje, koje nemaju posebne koristi.

#### Razlozi korisnosti sisavca
- Jedan od najvažnijih razloga za pripitomljavanje i lov sisavca jeste njihovo meso, koje sadrži dosta bjelančevina i masti. U zapadnom svijetu je često meso od goveda i svinja. U manjim mjerama se jede i meso od domaćih ovaca, koza, konja, pa i nekih zečeva. U Južnoj Americi se meso pasanaca smatra delikatesom, ješci se rado jedu na Novoj Gvineji. Općenito, u svakom podneblju i kulturi ljudi su razvili različite prehrambene navike ovisno o vrstama sisavaca koje žive u njihovoj blizini.
- Ljudi koriste i dlaku i kožu nekih sisavaca. Ovčja dlaka koristi se za pravljenje vune. Od dlake glodavca i kuna se pravi krzno, a koža goveda se koristi za izradu odjeće i obuće. Krzno je simbol za luksuz, no ipak svi ljubitelji životinja apeliraju da se odbaci nošenje krzna.
- Uz krzno i meso sisavca, ljudi koriste i druge dijelove njihovog organizma. Na primjer, kljove od slona se koriste za dekoraciju, kao i za pravljenje bilijarskih kugli. Mnoge azijske kulture smatraju da rog od nosoroga donosi sreću, ali i kao sredstvo za poboljšanje potencije. To je ove životinje dovelo na rub istrijebljenja.
- Ono što je isto važno za korištenje sisavca, jeste mlijeko pojedinih životinja. Mlijeko pripitomljenih krava se najviše pravi i prodaje: 85% domaćeg mlijeka jeste od goveda. U nekim dijelovima svijeta se i pije mlijeko od ovaca, koza, konja, deva, pripitomljenih magarca, bivola i jelena.

## Izumrli sisavci
- Arsinoiterijum
- Tasmanski tigar
- Kratkoglavi medvjed
- Mamuti
- Hyaenodon ("hijenozubi") je izumrli rod iz porodice Hyaenodontidae, unutar skupine Creodonta.

## Vanjske poveznice
- Mammal Species of the World

## Drugi projekti
|  | Zajednički poslužitelj ima još gradiva o temi Sisavci |
|  | Wikivrste imaju podatke o taksonu Sisavcima           |